# Lorenzo Voltolini Esti
Lorenzo Voltolini Esti (Poncarale, 20 maggio 1948) è un arcivescovo cattolico italiano, dal 14 settembre 2018 arcivescovo emerito di Portoviejo.

## Biografia
Nasce a Poncarale, in provincia e diocesi di Brescia, il 20 maggio 1948.

### Ministero sacerdotale
Il 15 giugno 1974 è ordinato presbitero, a Brescia, dal vescovo Luigi Morstabilini.
Dal 1974 al 1979 è vicario parrocchiale a Passirano, quindi è inviato come missionario fidei donum in Ecuador, dove è vicario parrocchiale della cattedrale di Latacunga, dal 1979 al 1980. Lo stesso anno è nominato parroco della Santissima Trinità de la Laguna, dove rimane fino alla nomina episcopale.
Dal 1988 al 1994 è segretario dell'area di santificazione della Chiesa della conferenza episcopale ecuadoriana.

### Ministero episcopale
Il 7 dicembre 1993 papa Giovanni Paolo II lo nomina vescovo ausiliare di Portoviejo e titolare di Bisuldino. Il 12 gennaio 1994 riceve l'ordinazione episcopale dal vescovo José Mario Ruiz Navas (poi arcivescovo), co-consacranti l'arcivescovo Antonio José González Zumárraga (poi cardinale) e il vescovo Raúl Holguer López Mayorga.
Nel consiglio episcopale latinoamericano è, dal 2005, presidente della commissione episcopale di liturgia. È inoltre responsabile della sezione di liturgia dal 2007.
Il 6 agosto 2007 papa Benedetto XVI lo nomina arcivescovo metropolita di Portoviejo; prende possesso dell'arcidiocesi il 14 settembre 2007, mentre il 29 giugno 2008 riceve il pallio dallo stesso pontefice nella basilica di san Pietro in Vaticano.
Il 28 ottobre 2016 papa Francesco lo nomina membro della Congregazione per il culto divino e la disciplina dei sacramenti.
Accusando segni di stanchezza, «soprattutto dopo il terremoto del 2016, che ha sconvolto il ritmo» della sua vita, il 14 settembre 2018 lo stesso pontefice accoglie la sua rinuncia al governo pastorale dell'arcidiocesi di Portoviejo.
Da arcivescovo emerito si ritira nel monastero trappista di Santa María del Paraíso a Salcedo, nel Cotopaxi. Dopo aver emesso la professione semplice dei voti nel 2020, il 31 maggio 2023 emette quella solenne.

## Opere
- Lorenzo Voltolini, Qui Latacunga. Lettere di don Lorenzo Voltolini missionario bresciano, e altri documenti su una esperienza decennale di scambio tra le chiese, a cura di Angelo Bonetti, Brescia, Tip. Mario Squassina, 1989, OCLC 1404170824.
- Lorenzo Voltolini, Il mio curato diventa vescovo. Quasi un'appendice a "Qui Latacunga". Lettere di don Lorenzo Voltolini (e dintorni) eletto vescovo ausiliare di Portoviejo (Ecuador), a cura di Angelo Bonetti, Brescia, 1993, OCLC 1474836808.
- Lorenzo Voltolini, Con i piedi dei poveri. Dio cammina verso di te, a cura di Angelo Bonetti, Bologna, EMI, 1997, ISBN 88-307-0682-5, OCLC 797356233.

## Genealogia episcopale e successione apostolica
La genealogia episcopale è:
- Cardinale Scipione Rebiba
- Cardinale Giulio Antonio Santori
- Cardinale Girolamo Bernerio, O.P.
- Arcivescovo Galeazzo Sanvitale
- Cardinale Ludovico Ludovisi
- Cardinale Luigi Caetani
- Cardinale Ulderico Carpegna
- Cardinale Paluzzo Paluzzi Altieri degli Albertoni
- Papa Benedetto XIII
- Papa Benedetto XIV
- Papa Clemente XIII
- Cardinale Marcantonio Colonna
- Cardinale Giacinto Sigismondo Gerdil, B.
- Cardinale Giulio Maria della Somaglia
- Cardinale Carlo Odescalchi, S.I.
- Vescovo Eugène de Mazenod, O.M.I.
- Cardinale Joseph Hippolyte Guibert, O.M.I.
- Cardinale François-Marie-Benjamin Richard
- Cardinale Pietro Gasparri
- Cardinale Clemente Micara
- Arcivescovo Armando Lombardi
- Arcivescovo Giovanni Ferrofino
- Arcivescovo José Mario Ruiz Navas
- Arcivescovo Lorenzo Voltolini Esti, O.C.S.O.

La successione apostolica è:
- Arcivescovo Eduardo José Castillo Pino (2012)